# Psicoticismo
El psicoticismo es uno de los tres rasgos utilizados por el psicólogo Hans Eysenck en su modelo P-E-N (psicoticismo, extraversión y neuroticismo) de la personalidad. Este rasgo es el menos desarrollado, pues fue el que se incorporó más tarde, además, la propuesta de Eysenck respecto de las bases neurobiológicas de esta dimensión no es muy clara. El psicoticismo es un patrón de personalidad tipificado por la agresividad y la hostilidad interpersonal. Según Eysenck ésta es una dimensión sobre la vulnerabilidad a conductas impulsivas, agresivas o de baja empatía. Son fríos, egocéntricos e irresponsables, pero también son más creativos, objetivos, realistas, competitivos, originales y críticos.
Según Eysenck, el psicoticismo sigue una curva normal en la población. La media sería un psicoticismo moderado, y habría menos gente que esté muy por debajo o muy por encima (psicopatologías).
Esta dimensión fue criticada porque realmente el psicoticismo no sigue una curva normal, y contiene rasgos poco relacionados entre ellos. Tampoco explica un mecanismo psicológico que explique esta dimensión. Por otra parte, la teoría eysenckiana postuló que el comportamiento psicótico podría conformarse gradualmente a partir de la conducta normal, y en versiones más recientes aparece el factor P correlacionado con una predisposición genética general a la psicosis, aquí, Eysenck se basaba en una serie de estudios previos en los que se postulaban la existencia de un factor hereditario el cual era raíz de las dos psicosis. Pero, actualmente, existe cierta evidencia que la esquizofrenia y las psicosis maníaco-depresivas son genéticamente independientes, por lo que, en principio, la escala P del EPQ no podría presentar una disposición genética general a contraer ambas psicosis.
Los ítemes de la escala P del EPQ (Eysenck Personality Questionnaire) se basan parcialmente en la experiencia clínica, las escalas del psicoticismo del MMPI, y en la literatura psiquiátrica.